# RER D
| Ein Zug am Bahnhof Villeneuve-Saint-Georges |                      |
|                                             |                      |
| Streckenlänge:                              | 197 km               |
| Spurweite:                                  | 1435 mm (Normalspur) |
|                                             |                      |
| Fahrgäste täglich                           | 615.000              |
| Stationen                                   | 59                   |
| Eröffnung                                   | 1987                 |

Die RER-Linie D ist eine der wichtigsten Nord-Süd-Verbindungen des Pariser Vorortverkehrs in der Region Île-de-France.
Sie verbindet im Norden Orry-la-Ville-Coye (D1) und Creil (D3) mit Melun (D2) und  Malesherbes (D4) im Süden.
Dabei durchquert sie die französische Hauptstadt und trifft auf wichtige Knotenpunkte wie die Gare du Nord, die Gare de Lyon und den zentralen Umsteigebahnhof Châtelet – Les Halles.
Die Linie D ist 197 km lang, einige ihrer Haltepunkte, etwa Malesherbes im Süden und alle Stationen nördlich von Survilliers-Fosses liegen bereits außerhalb des Pariser Tarifsystems.
Sie wird vollständig von der SNCF bedient.

## Geschichte
- 1987 begann die Linie D ihren Betrieb lediglich auf dem nördlichen Ast von Châtelet – Les Halles bis Villiers-le-Bel. Abschnittsweise wurde bis 1990 die Verlängerung bis Orry-la-Ville und Creil und damit der nördliche Teil vervollständigt.
- Erst 1995 konnte durch Inbetriebnahme eines Tunnels zwischen Châtelet – Les Halles und Gare de Lyon eine Erweiterung in südliche Richtung erfolgen. Endstationen waren zunächst der Bahnhof La Ferté-Alais, erst ein Jahr später fuhren RER-Züge durch bis Malesherbes.
- 1998 erhielt die Linie eine Aufwertung durch Inbetriebnahme der Station am Stade de France.
- 2010 wurde die Strecke im Seinetal zwischen Corbeil-Essonnes und Melun in den RER-Plan aufgenommen. 2014 liegt auf dieser Strecke die Frequenz der Züge bei bis zu vier Zügen pro Stunde in der Hauptverkehrszeit und einem Zug pro Stunde außerhalb.
- 2013 wurde der neuerbaute Bahnhof Créteil-Pompadour eröffnet und stattdessen die Station Villeneuve-Prairie, welche sich nur wenige hundert Meter davon entfernt befand, geschlossen. Durch die Verlegung des Bahnhofs erhielt die Linie D eine Anbindung an die Schnellbuslinien Trans-Val-de-Marne und RATP 393, wodurch eine Querverbindung zur Endstation Pointe du Lac der Linie 8 der Pariser Métro entstand.
- 2024 gingen Neufahrzeuge des Typs RER NG in Betrieb.

## Streckenverlauf

### Übersicht: Die RER-Äste und ihre Geschichte

#### Nördlicher Ast
Nördlich der Hauptstadt verläuft die Linie vorbei am Stade de France und durch die Stadt Saint-Denis. In Orry-la-Ville-Coye endet schließlich der Hauptast D1 und hier enden auch die meisten Züge in Richtung Norden. Daran schließt sich die Strecke nach Creil (D3) an, die zwar eigentlich nur geringes Fahrgastaufkommen hat, aber dennoch von der Linie D bedient wird.
Die Strecke Paris-Gare du Nord – Saint-Denis entstand bereits 1846 als Teil der Linie Paris – Lille; der Abschnitt Saint-Denis – Creil
wurde 1859 in Betrieb genommen.

#### Paris
Zunächst teilt sich die Linie D ab der Gare du Nord bis Châtelet – Les Halles einen Tunnel mit der RER-Linie B, welcher 1981 in Betrieb ging. Dies führt zu großen Problemen und erfordert in den Hauptverkehrszeiten täglich logistische Meisterleistungen.
Anschließend verläuft sie – in einem eigenen 1995 fertiggestellten Tunnel – parallel zur RER-Linie A bis zur Gare de Lyon.

#### Südliche Äste
Südlich des Gare de Lyon verläuft die Linie zunächst rechts der Seine, bis sie sich in der Station Villeneuve-Saint-Georges teilt.
D 2 Melun über Brunoy:
Zum einen führt ein östlicher Ast via Brunoy und Lieusaint-Moissy nach Melun. Die Strecke ab Gare de Lyon wurde als Teil der Strecke Paris – Marseille in den Jahren 1847 bis 1855 in Betrieb genommen.
D 4 Malesherbes/D 6 Corbeil-Essonnes und Corbeil-Essonnes / Melun:
Der westliche Ast führt über Juvisy (die einzige Umsteigestation zwischen RER D und RER-Linie C), nach Viry-Châtillon, wo erneut eine Verzweigung stattfindet: Als D 6 verläuft eine Strecke im Seinetal über Èvry bis Corbeil-Essonnes. Auf einer anderen Strecke über Orangis — Bois de l’Épine erreicht die Linie D 4 ebenfalls Corbeil-Essonnes, die sich dort nochmals verzweigt: über den einen Ast erreicht man Malesherbes; über den anderen kommt man – im Seinetal – bis Melun.
Die Strecke Villeneuve-Saint-Georges – Corbeil-Essonnes – Malesherbes ist Bestandteil der Fernstrecke Villeneuve-Saint-Georges – Montargis und wurde in den Jahren 1840–1867 erbaut.
1897 entstand die Linie im Seinetal zwischen Corbeil und Melun als Teil der Linie Corbeil-Essonnes – Montereau-Fault-Yonne.
Sehr jung ist auch die Linie Grigny – Évry-Courcouronnes – Corbeil-Essonnes: Sie wurde 1974/75 eröffnet. Es handelte sich um die erste Neubaulinie seit Gründung der SNCF. Mit dieser Linie sollte die Ville nouvelle von Évry verkehrstechnisch erschlossen werden.
2018: Verkürzung des RER-Streckennetzes im Süden und Neuordnung des Zugverkehrs:
Im Rahmen des sog. Service Annuel 2019, welcher den Fahrplan für das Jahr 2019 vorgibt, wurden mit dem Fahrplanwechsel im Dezember 2018 zwei Strecken aus dem Bereich des RER D genommen:
- Der Verkehr auf der Strecke Juvisy ↔ Malesherbes wird mit Pendelzügen durchgeführt und verläuft nur noch im Seinetal, d. h. über Ris-Orangis. Es gibt von/nach Malesherbes keine Direktverbindungen mehr mit Paris.
- Der Verkehr von Melun im Seinetal endet in Corbeil-Essonnes.
- Die Weststrecke Juvisy ↔ Corbeil-Essonnes über Orangis bleibt dagegen im RER und die Zahl der Züge von/nach Paris wird hier verdoppelt.

Ziel dieser Operation war es, die Pünktlichkeit auf dem RER-D-Netz zu verbessern, denn 25 % der Verspätungen im Gesamtnetz gehen auf die komplizierte Strecken- bzw. Zugführung in diesem Abschnitt zurück.

### Die Bahnhöfe

Schematische Darstellung des Streckennetzes

## Infrastruktur

### Stromversorgung
Aus geschichtlichen Gründen ist das Streckennetz des RER D hinsichtlich der Stromversorgung zweigeteilt:
Der nördliche Teil wird, wie das gesamte Netzbereich Nord der SNCF, mit einer Betriebsspannung von 25 000 V versorgt. Die Strecken im unterirdischen Teil des Gare du Nord werden mit zwei verschiedenen Spannungen betrieben: Die Gleise in Nord-Süd-Richtung der RER-Linien B und D sind mit 1 500 V versorgt; die Gleise in Süd-Nord-Richtung mit 25 000 V Wechselstrom.
Der Abschnitt Gare du Nord – Châtelet-Les Halles gehört zum RATP-Netz und wird mit 1 500 V Gleichspannung betrieben, ebenso wie die SNCF-Strecken südlich von Paris. Wobei die Wechselspannung im RATP-Netz besser geglättet ist als im SNCF-Netz.
Aus dieser Zweiteilung des Netzes ergab sich die Notwendigkeit, Zweisystemfahrzeuge einzusetzen.

## Zugnamen

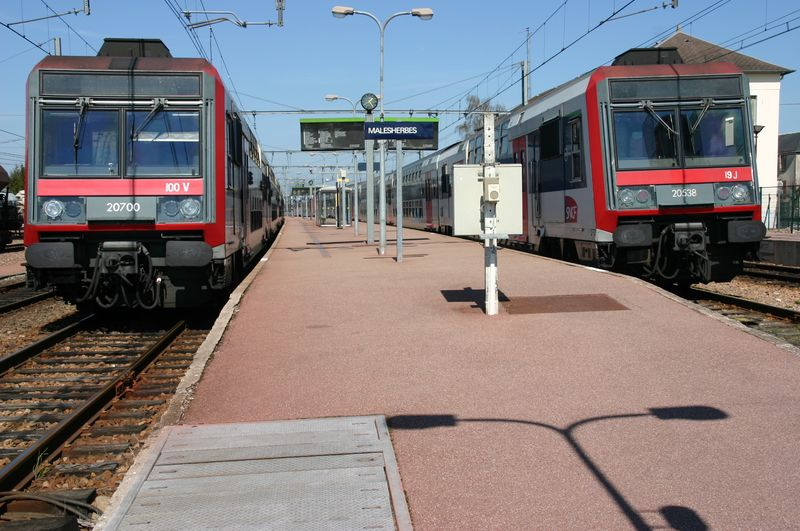
Zwei RER-Züge im Bahnhof Malesherbes

Bei den Pariser RER-Zügen werden Ziel und Zuglauf der Züge durch vier Buchstaben angezeigt, die jeweils einen (Phantasie-)Namen bilden. Bei dem RER D werden folgende Buchstabenkombinationen verwendet:
Der erste Buchstabe: Er gibt einen Hinweis auf den Endbahnhof:
- A = Gare du Nord
- B = Malesherbes; Strecke D4
- D = Gare de Lyon
- E = Saint-Denis
- F = Goussainville
- J = Juvisy
- K = Évry – Courcouronnes
- L = Orry-la-Ville – Coye
- M = Châtelet – Les Halles
- N = Combs-la-Ville – Quincy
- Q = Villeneuve – Saint-Georges
- P = Créteil-Pompadour
- R = Corbeil-Essonnes
- S = Creil
- T = La Ferté – Alais
- U = Stade de France – Saint-Denis
- V = Villiers-Le-Bel – Gonesse – Arnouville
- Z = Melun

Der zweite Buchstabe: Er beschreibt das Verhalten des Zuges zwischen Paris-Gare de Lyon und Villeneuve-Saint-Georges.
- A: Zug hält in Maisons-Alfort-Alfortville und Créteil-Pompadour
- I: kein Halt zwischen Paris-Gare de Lyon und Villeneuve-Saint-Georges
- O: Zug hält in Maisons-Alfort-Alfortville, in Vert-de-Maisons, in Créteil-Pompadour und in Villeneuve-Triage
- U: Zug hält nur in Maisons-Alfort-Alfortville

Der dritte Buchstabe:
Hier werden fünf verschiedene Buchstaben verwendet. Sie zeigen an, welchen Zweig der Zug nimmt und ob die Bahnhöfe der Zweige über Évry-Courcouronnes bzw. Ris-Orangis bedient werden.
- C: Zug fährt über Combs-La-Ville – Quincy
- L: Zug befährt nur den Abschnitt Creil ↔ Juvisy
- P: (P steht für Plateau = Hochfläche) Zug fährt auf dem Zweig Évry-Courcouronnes
- R: Zug hält nicht zwischen Corbeil-Essonnes et Viry-Châtillon
- S: (S steht für Sud) Zug fährt nur zwischen Malesherbes (oder La Ferté-Alais) und Corbeil-Essonnes oder nur zwischen Melun und Corbeil-Essonnes
- V: (V steht für Vallée = (Seine-)Tal) Zug fährt über Ris-Orangis

Der vierte Buchstabe: Drei verschiedene Vokale werden verwendet, um Auskunft über die Fahrtrichtung und eventuellen Halt in Viry-Châtillon zu geben.
- A: Zug fährt von Süden nach Norden Sud→Nord und fährt über Viry-Châtillon
- E: Zug fährt nicht über Viry-Châtillon
- O: Zug fährt von Norden nach Süden und fährt über Viry-Châtillon

2014 sind folgende Zugnamen in Gebrauch. Nicht jeder Bahnhof, dem ein Kennbuchstaben zugeordnet wurde, ist auch tatsächlich eine Endhaltestelle.
| Destination                            | Name der Zugfahrt (nur fahrplanmäßige Fahrten) |
| -------------------------------------- | ---------------------------------------------- |
| Gare du Nord                           |                                                |
| Malesherbes                            | BUPE                                           |
| Gare de Lyon                           | DACA, DICA, DOCA, DOPA, DOVA, DUPE             |
| Saint-Denis                            |                                                |
| Goussainville                          | FACA, FOLA, FOVA                               |
| Juvisy                                 | JOPA                                           |
| Évry – Courcouronnes                   |                                                |
| Orry-la-Ville – Coye                   | LOVA                                           |
| Châtelet – Les Halles                  |                                                |
| Combs-la-Ville – Quincy                | NACO                                           |
| Corbeil-Essonnes                       | ROPO, ROVO, RUPE                               |
| Creil                                  | SOLA, SOVA                                     |
| La Ferté-Alais                         | TUPE                                           |
| Stade de France – Saint-Denis          | UACA, UOVA                                     |
| Villiers-Le-Bel – Gonesse – Arnouville | VOVA, VUPE                                     |
| Villeneuve-Saint-Georges               |                                                |
| Melun                                  | ZACO, ZICO, ZOPO, ZUPE                         |

## Planungen für die Zukunft

### Ein eigener Tunnel für die Linie des RER D in Paris
Im Augenblick teilen sich RER B und RER D den innerstädtischen Tunnel zwischen den Bahnhöfen Châtelet – Les Halles und Gare du Nord, den stündlich in jeder Richtung 28 Züge (20 RER B und 8 RER D) passieren. Das jetzige System ist an der Grenze seiner Leistungsfähigkeit angelangt, was oft zu Verspätungen auf beiden Linien führt.
Staat und Region haben 2011 auf die unbedingt notwendige Verdoppelung der Kapazität hingewiesen. Gewünscht wird ein Ausbau bis 2025. Entsprechende Vorstudien wurden bereits in Auftrag gegeben.
Gegebenenfalls könnte anschließend die Linie D einen weiteren Ast im Norden erhalten.

### Verbindungsspange RER B und RER D
Geplant ist nördlich von Paris eine 11,4 km lange Abzweigung, die sog. Barreau de Gonesse (Verbindungsspange von Gonesse), um zwischen den bestehenden Bahnhöfen Villiers-le-Bel – Gonesse – Arnouville der RER D und Parc des Expositions – Villepinte der Linie B eine Verbindung zu schaffen. Auf dem Gemeindegebiet von Gonesse soll ein weiterer Haltepunkt entstehen. Diese Strecke soll im Viertelstundentakt von denjenigen Zügen des RER D bedient werden, welche im Augenblick nur bis Villiers-le-Bel fahren. Baubeginn ist für 2017 vorgesehen, die Inbetriebnahme gegen 2020.
Hauptanliegen ist es, mit dieser Baumaßnahme die Wohngegenden im östlichen Val-d'Oise mit den weiter östlich gelegenen Arbeitsplätzen (z. B. im Messezentrum Parc des Expositions und auf dem Flughafen Paris-Charles de Gaulle (CDG)) besser miteinander zu verbinden.

### Übergänge zu neuen Verkehrsmitteln
- Seit 2011 gibt es Umsteigemöglichkeiten zur Schnellbuslinie T Zen 1 in den Bahnhöfen von Lieusaint – Moissy RER und Corbeil-Essonnes RER.
- Bereits seit Dezember 2013 bietet der neue Bahnhof Créteil-Pompadour einen Übergang zu den Schnellbuslinien Trans-Val-de-Marne und zur RATP-Linie_393.

Weitere Verbindungen werden in den nächsten Jahren dazukommen:
- Ab 2017 wird der Bahnhof Pierrefitte – Stains Kreuzungsbahnhof mit der geplanten Tangentielle Nord.
- Ebenfalls 2017 wird der Bahnhof Villiers-le-Bel – Gonesse – Arnouville Umsteigebahnhof zur Schnellbahn TCSP Barreau de Gonesse, welche den genannten Bahnhof mit dem Bahnhof Parc des Expositions der Linie RER B verbinden wird.
- 2017 soll auch der Schnellbus T Zen 4 seinen Dienst aufnehmen: Zwischen den Bahnhöfen Corbeil-Essonnes RER und Grigny-Centre RER entstehen nicht weniger als fünf Umsteigeverbindungen.
- 2018 wird die Verlängerung der Linie 7 der Pariser Straßenbahn bis zum Bahnhof Juvisy fertiggestellt.
- Vermutlich 2019 soll der Tram Express Sud den Betrieb aufnehmen. Umstieg von bzw. zum RER D wird in Evry-Centre möglich sein.